# Saint-Martin-de-l’If
Saint-Martin-de-l’If – gmina we Francji, w regionie Normandia, w departamencie Sekwana Nadmorska. W 2013 roku liczba ludności wynosiła 1674 mieszkańców.
Gmina została utworzona 1 stycznia 2016 roku z połączenia czterech ówczesnych gmin: Betteville, La Folletière, Fréville oraz Mont-de-l’If. Siedzibą gminy została miejscowość Fréville.